# Freesat
Freesat é um serviço britânico de televisão por satélite gratuita, fornecido por uma joint-venture entre a BBC e a ITV plc. O serviço foi criado como um memorando em 2007 e é comercializado desde 6 de maio de 2008. Oferece uma alternativa via satélite ao Freeview na televisão digital terrestre, com uma seleção ampla de canais disponíveis sem assinatura para usuários que compram um receptor.
Em 17 de julho de 2014, foi lançado um aplicativo para smartphone que possibilita o acesso a programação e sugestões do que assistir.
Em fevereiro de 2021, foi anunciado que, sujeito à aprovação regulatória, a Freesat fundiria sua operação com a Digital UK, a joint-venture da BBC, ITV e Channel 4 que gerencia a transmissão, streaming e EPG do Freeview.
O serviço também aproveita a capacidade adicional disponível na radiodifusão por satélite para oferecer uma seleção de 24 canais de alta definição de emissoras, incluindo BBC, ITV, Channel 5, Arirang TV, Bloomberg, Daystar, FreeSports, Discovery Networks, France 24, NHK, RT UK e TRT World.